# NGC 3443
NGC 3443 is een spiraalvormig sterrenstelsel in het sterrenbeeld Leeuw. Het hemelobject werd op 24 april 1887 ontdekt door de Amerikaanse astronoom Lewis A. Swift.

## Synoniemen
- UGC 6000
- MCG 3-28-25
- ZWG 95.56
- PGC 32671